# Kamuysaurus
Kamuysaurus (лат., возможное русское название — камуйзавр) — род растительноядных динозавров из подсемейства завролофин (Saurolophinae) семейства гадрозаврид. Включает единственный вид — Kamuysaurus japonicus. Ископаемые остатки представителей рода известны из верхнемеловых отложений района Хобецу недалеко от посёлка Мукава (Хоккайдо, Япония).

## Открытие
В 2003 году палеонтолог-любитель Ёсиюки Хорита обнаружил хвост представителя клады Euornithopoda. Полный скелет был выкопан в ходе раскопок 2013 и 2014 годов, в которых принимали участие команды Музея Хобэцу и Музея университета Хоккайдо. Находка получила прозвище Мукаварью, что переводится как «Мукавский дракон».
В 2019 году типовой вид Kamuysaurus japonicus был назван и описан профессором Ёсицугу Кобаяси, Томохиро Нисимуром, Рюдзи Такасаки, Кэнтаро Чибой, Энтони Рикардо Фиорилло, Кохэем Танакой, Цогтбатааром Чинзоригом, Тамаки Сато и Кадзухико Сакураи. Родовое название происходит от имени Камуй, божества айнов, коренных жителей Хоккайдо и традиционного для нептичьих динозавров окончания др.-греч. σαῦρος [sauros], означающего «ящер, ящерица». Видовое название japonicus, «японский» с неолатыни, относится к происхождению образца из Японии.
Голотип HMG-1219 был найден в морском слое формации Хакобучи, входящей в группу Йезо, датированным нижним маастрихтом, между 72,4 и 70,6 миллионами лет. Он состоит из почти полного скелета с черепом, но без его передней части, фрагментов крестцовых позвонков и фаланг. Он содержит более 60 % скелетных элементов и 80 % костной массы и наравне с меньшим по размеру голотипом фукуивенатора является одним самых полных скелетов динозавров, обнаруженных в Японии. Кости были найдены на поверхности размером 7 на 4 м и оказались частично сочленёнными, хотя в некоторых местах были повреждены эрозией. Голотип представляет собой взрослою особь в возрасте не менее девяти лет. Скорее всего, её тушу смыло в море, на дне которого она и фоссилизировалась.

## Описание
Длина Kamuysaurus составляла приблизительно 8 м. Исходя из ширины бедренной кости, его масса оценивается в 4 или 5,3 т в зависимости от того, был ли он двуногим или четвероногим соответственно.
Авторы описания выделили ряд отличительных черт Kamuysaurus. Три из них являются аутапоморфиями, то есть уникальными для таксона чертами. Выемка в отверстии, отделяющем квадратную кость от квадратно-скуловой, расположена в очень низком положении, на три четверти длины вала, измеренного от вершины элемента. Это уникально для гадрозаврид в целом. Надугловая кость нижней челюсти имеет только короткую восходящую ветвь, не доходящую до короноидного отростка. Отростки позвонков с шестого по тринадцатый наклонены вперёд.